# Mark Gibson
Mark Gibson est un réalisateur, scénariste et producteur de cinéma américain.

## Filmographie
- 1999 : Lush (réalisateur et scénariste)
- 2002 : Chiens des neiges (Snow Dogs) de Brian Levant (scénariste)
- 2007 : Protect and Serve de Sergio Mimica-Gezzan (scénariste et producteur)